# Muratdağı, Buharkent
Muratdağı là một xã thuộc huyện Buharkent, tỉnh Aydın, Thổ Nhĩ Kỳ. Dân số thời điểm năm 2010 là 49 người.